# Sublimation (physique)
Pour les articles homonymes, voir Sublimation.
En physique, la sublimation est le changement d'état d'un corps de l'état solide à l'état gazeux,, directement (sans passer par l'état liquide). Le procédé inverse se nomme déposition ou condensation solide ou encore sublimation inverse.
Tout solide stable est susceptible d'être sublimé si on le chauffe à une pression inférieure à celle de son point triple,.
La sublimation nécessite de fournir une énergie au corps qui la subit et est donc une transition de phase endothermique. La chaleur de sublimation (enthalpie de sublimation) peut être calculée comme la somme de l'enthalpie de fusion et de l'enthalpie de vaporisation.

## Exemples

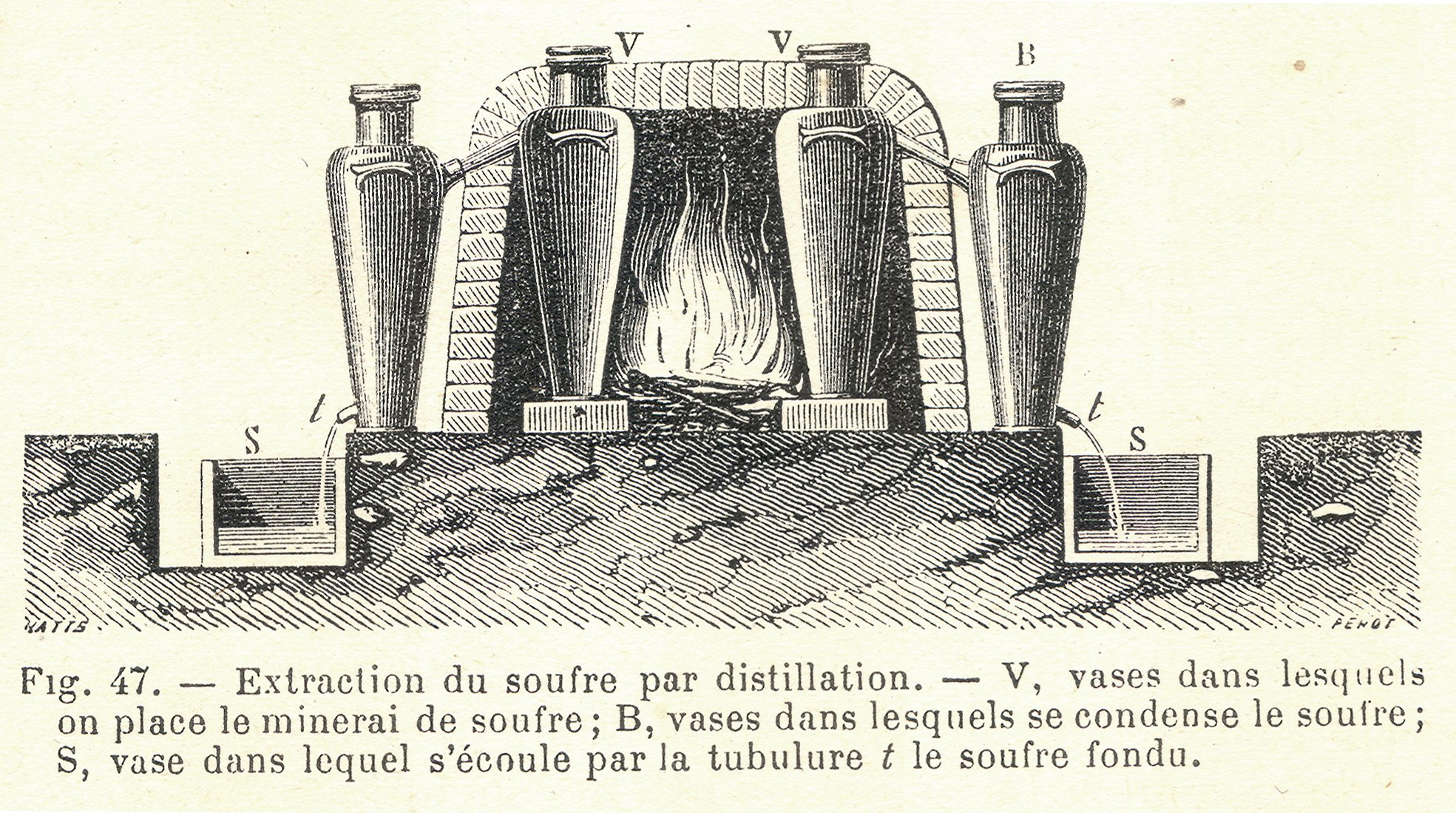
Procédé d'extraction du soufre par sublimation.

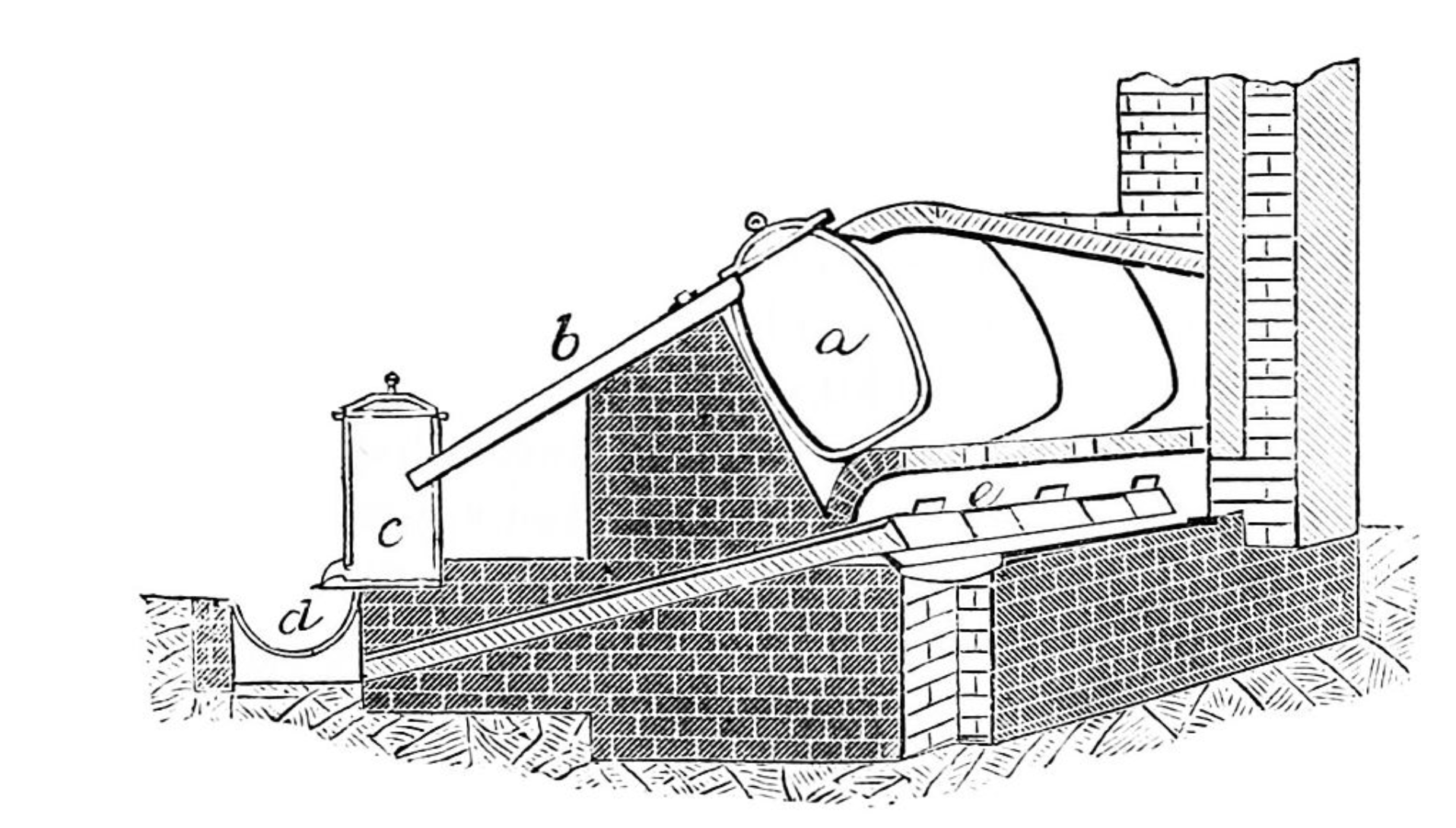
Les doppioni : extraction du soufre par sublimation.

Le dioxyde de carbone (CO2) solide se sublime rapidement sous la pression atmosphérique à −78,5 °C (194,65 K). Il est employé couramment pour maintenir les températures froides sous les noms de « glace sèche » ou bien de « neige carbonique ». Par contre le CO2 liquide n'existe qu'aux pressions supérieures à son point triple (5,2 atm, −56,4 °C), tel qu'indiqué à son diagramme de phase.
La neige et la glace peuvent se sublimer lentement aux températures inférieures à la température de fusion (0 °C). C'est pourquoi en hiver la neige peut disparaître lentement même si la température ne dépasse pas 0 °C.
Les doppioni (« jumeaux » en italien) sont une paire de récipients en céramique réfractaire accouplés, utilisés naguère en Italie pour l'obtention de soufre à partir des pyrites. L'un des récipients, rempli de pyrite, était chauffé au-delà de 110 °C. Le soufre, en s'évaporant, passait sous forme de vapeur dans le tuyau et, devenu liquide dans le second récipient par condensation, était récolté dans des moules. On utilisait les doppioni en Romagne, car il fallait du combustible en abondance.
Aussi le naphtalène (C10H8), autrefois employé comme boule antimite, est un solide avec une pression de vapeur importante à température ordinaire, qui alors se sublime facilement à des températures inférieures à son point de fusion (80 °C).

## Chimie
En chimie, le produit issu de la sublimation d'un mélange ou d'un  produit impur est appelé « sublimé ».

## Applications
Par définition, la sublimation représente le passage direct d'un corps de l'état solide à l'état gazeux sans passer par un état liquide. Dans une imprimante à sublimation thermique, la cire pigmentée remplace l'encre. Elle est chauffée à près de 200 °C par des micro-résistances réparties sur la tête d'impression qui lui permet de passer instantanément de l'état solide à l'état gazeux puis, d’être projetée sur la feuille où elle refroidit et redevient solide.
L'intérêt d'un tel procédé est qu'il exploite les propriétés de transparence de la cire. Avec la sublimation thermique, l'équation est simple : un point de couleur sur l'image numérique correspond à un point de couleur sur la photo imprimée. Ainsi, pour imprimer un point d'une couleur donnée, l'imprimante superpose trois couches de cire de densité variable (jaune, magenta et cyan) qui vont ensemble composer la teinte recherchée, dans une palette de 16,73 millions de couleurs.
Contrairement aux impressions à jet d’encre qui affichent des résolutions en tons continus de seulement 300 ppp, les imprimantes à sublimation thermique peuvent atteindre une définition allant jusqu’à 9 600 × 2 400 ppp. La différence réside dans le fait que la technologie jet d’encre ne fait que reproduire par effet optique un point de la couleur recherchée alors que dans l’impression par sublimation n'importe quelle couleur est atteinte par l'impression d'un seul point physique. Plus précisément, une imprimante jet d'encre ou laser ne procure que 2 tons par primaire ; si l'on veut simuler du ton continu, soit par exemple 256 niveaux par primaire (valeur considérée comme minimale par les professionnels), ce genre d'imprimante devra imprimer entre 0 et 256 points physiques (donc un carré 16 × 16) qui représenteront ensemble un seul point à ton continu ; dans ce cas la résolution donnée par le fabricant devra être divisée par 16 pour pouvoir être comparée à la résolution d'une imprimante à sublimation thermique. Cette tricherie optique, utilisée par les imprimantes à jet d'encre ou laser, est parfois visible à l'œil nu, sous forme de trame ou de points apparents ; un défaut absent des impressions par sublimation thermique.
Par ailleurs, les photos obtenues par sublimation ne souffrent d’aucune bavure, le passage direct de la cire de l'état solide à l'état gazeux puis, inversement, du gazeux au solide, permettant d'éviter ce problème. Seul inconvénient de cette technologie : l’impossibilité d’obtenir un noir bien net. La couleur noire est obtenue par superposition des trois couleurs en densité maximale. Ce type d'impression est donc inadapté aux impressions en noir et blanc. En outre, le prix de revient est très élevé, le coût d'une page A4 revenant dans  les années 2010 de 2 à 3 €, et cela quel que soit le contenu couleur de la page à imprimer : en effet, à chaque impression, une longueur égale à celle de la feuille est dévidée des trois rouleaux de ruban ciré.
La sublimation est aussi utilisée pour purifier des composés chimiques, à l'aide d'un appareil de sublimation.